# Charles Downing (Politiker)

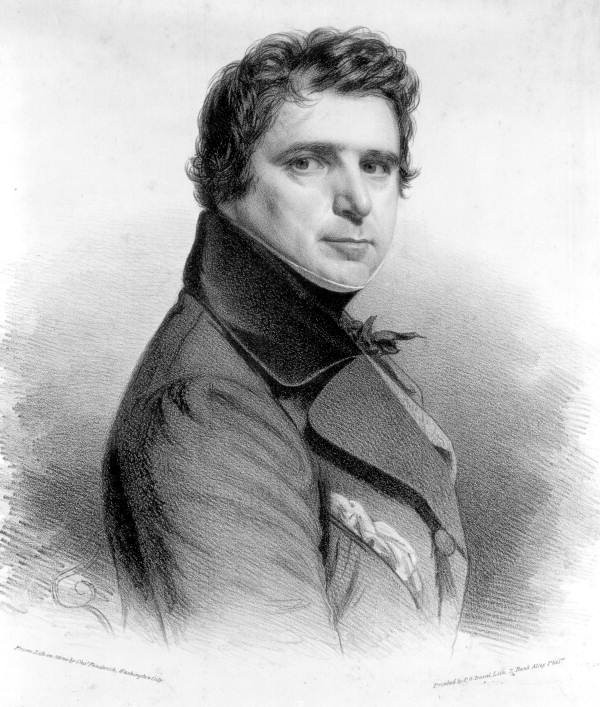
Charles Downing

Charles Downing (* in Virginia; † 1845 in St. Augustine, Florida) war ein US-amerikanischer Politiker. Zwischen 1837 und 1841 vertrat er das Florida-Territorium als Delegierter im US-Repräsentantenhaus.

## Werdegang
Das Geburtsdatum und der genaue Geburtsort von Charles Downing sind ebenso unbekannt wie sein exaktes Sterbedatum. Nach einem Jurastudium und seiner Zulassung als Rechtsanwalt begann er in St. Augustine im Florida-Territorium in seinem neuen Beruf zu arbeiten. Im Jahr 1837 wurde er Mitglied im territorialen Regierungsrat.
Bei den Kongresswahlen des Jahres 1836 wurde Downing als Delegierter für das Florida-Territorium in den Kongress in Washington, D.C. gewählt, wo er am 4. März 1837 Joseph M. White ablöste. Nach einer Wiederwahl im Jahr 1838 konnte er dort bis zum 3. März 1841 zwei Legislaturperioden absolvieren. Nach seinem Ausscheiden aus dem US-Repräsentantenhaus ist Downing nicht mehr in Erscheinung getreten. Er starb im Jahr 1845 in St. Augustine.